# Fanglomerat

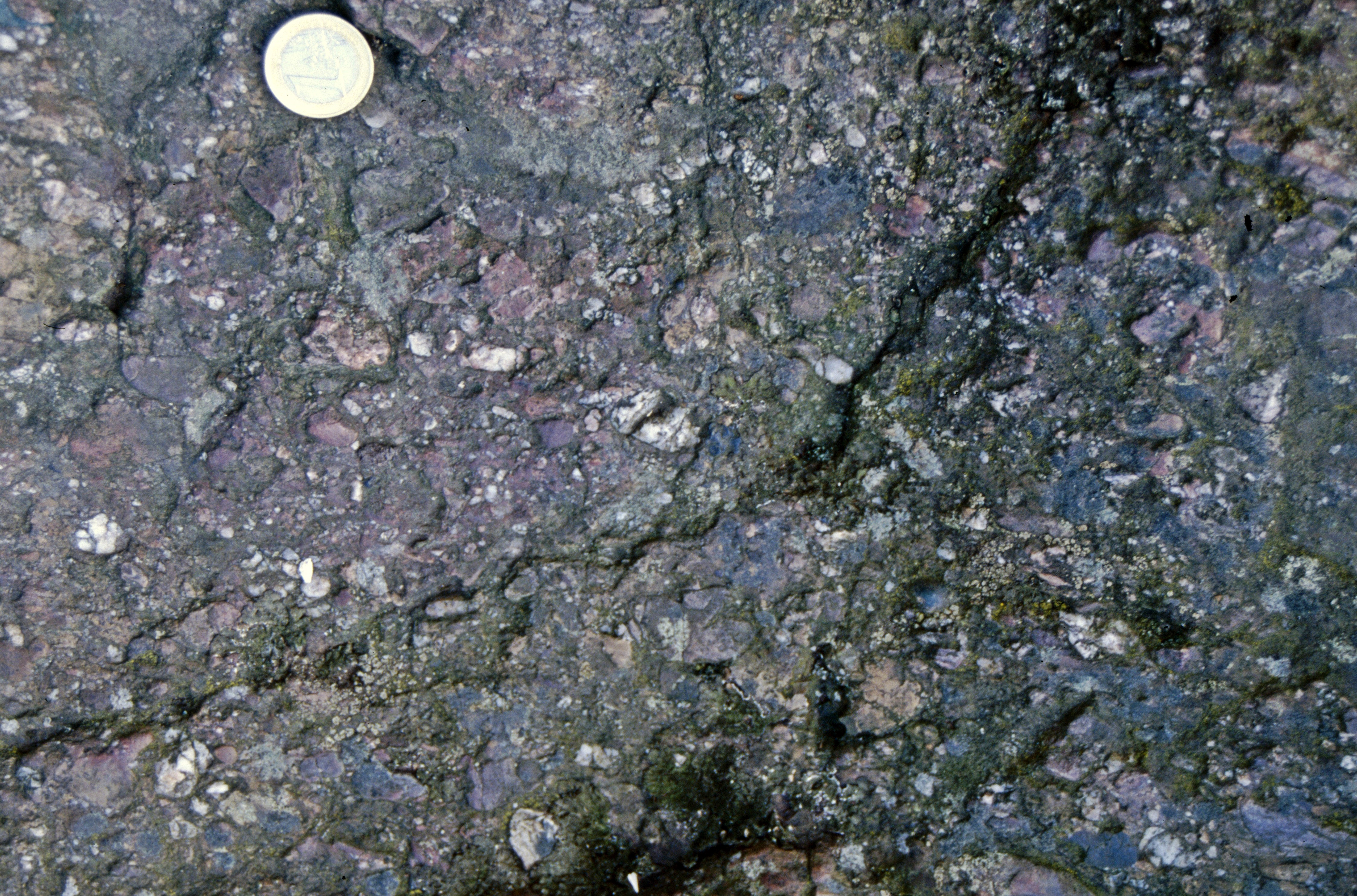
Fanglomerat an der Basis des Mitteldevons (Eifelium), Kluckensteine bei Vicht

Ein Fanglomerat (engl. fan „Fächer“, lat. conglomerare „zusammenhäufen“, auch arider Blocklehm, gelegentlich: Schlammbrekzie) ist ein in ariden Regionen gebildetes klastisches Sedimentgestein.
Hinsichtlich seiner Gefügemerkmale steht das Gestein zwischen einem Konglomerat und einer Brekzie, da es sowohl schwach gerundete als auch kantige Komponenten (Klasten) enthält, die von Schluffgröße bis zu Blöcken von 1,2 m Durchmesser reichen können. Die für Sedimentgesteine so charakteristischen Gefügemerkmale wie Gradierung und Schichtung fehlen beinahe vollständig, ebenso eine Sortierung nach der Korngröße. Das Gestein enthält viel Grobmaterial und nur wenig feinkörnige Matrix als Bindemittel.
Fanglomerat kann als diagenetisch verfestigter Ablagerungsschutt eines oder mehrerer Liefergebiete (Hügel, Gebirge und andere Hochgebiete) der näheren Umgebung betrachtet werden, was seine heterogene (polymikte) Zusammensetzung aus unterschiedlichen Gesteinkomponenten erklärt. Durch die kurzen Transportwege werden die Komponenten kaum sortiert und gerundet. Fanglomerate sind charakteristische Bildungen alluvialer Fächer in ariden Regionen (Wüsten und Halbwüsten). Der Transport der Bestandteile findet durch seltene, dafür aber ergiebige Regenfälle, klimatypische Stark- oder Ruckregen, statt, die das über die langen Trockenzeiten angesammelte Gesteinsmaterial in Schichtfluten fächerartig ausbreiteten.
Fossile Fanglomerate sind zum Beispiel aus dem permischen bis triassischen Verrucano der Alpen bekannt. Weitere Vorkommen solcher Gesteine finden sich etwa im Rotliegend (und Zechstein?) des Baden-Badener Trogs im Nordschwarzwald, im Perm des Oslograbens oder in den Waderner Schichten des Perms der Saar-Nahe-Senke.